# Code Name: The Cleaner
Code Name: The Cleaner is een Amerikaanse film uit 2007 met in de hoofdrol Cedric the Entertainer.

## Plot
Jake Rodgers wordt wakker naast een lijk zonder een herinnering te hebben van de avond daarvoor.

## Ontvangst
De film ontving slechte recensies. De film was een flop en wist maar de helft van zijn budget terug te verdienen in de bioscopen.

## Rolverdeling
- Lucy Liu - Gina
- Cedric the Entertainer - Jake Rogers
- Nicollette Sheridan - Diane
- Mark Dacascos - Eric Hauck
- Callum Keith Rennie - Shaw
- Niecy Nash - Jacuzzi
- DeRay Davis - Ronnie
- Will Patton - Riley